# العلاقات النمساوية الفرنسية
العلاقات النمساوية الفرنسية هي العلاقات الثنائية التي تجمع بين النمسا وفرنسا.

## مقارنة بين البلدين
هذه مقارنة عامة ومرجعية للدولتين:
| وجه المقارنة                                              | النمسا                                                    | فرنسا                                                    |
| --------------------------------------------------------- | --------------------------------------------------------- | -------------------------------------------------------- |
| المساحة (كم2)                                             | 83.86 ألف                                                 | 643.80 ألف                                               |
| عدد السكان (نسمة)                                         | 8.81 مليون                                                | 67.12 مليون                                              |
| الكثافة السكانية (ن./كم²)                                 | 105.06                                                    | 104.26                                                   |
| العاصمة                                                   | فيينا                                                     | باريس                                                    |
| اللغة الرسمية                                             | اللغة الألمانية، لغة الإشارة النمساوية ‏                   | لغة فرنسية                                               |
| العملة                                                    | يورو، شلن نمساوي، رايخ مارك، شلن نمساوي                   | يورو، فرنك س ف ب، فرنك فرنسي، Livre tournois ‏            |
| الناتج المحلي الإجمالي (بليون دولار)                      | 416.60 مليار                                              | 2.58 تريليون                                             |
| الناتج المحلي الإجمالي (تعادل القوة الشرائية) بليون دولار | 426.99 مليار                                              | 2.87 تريليون                                             |
| الناتج المحلي الإجمالي الاسمي للفرد دولار أمريكي          | 43.77 ألف                                                 | 36.20 ألف                                                |
| الناتج المحلي الإجمالي للفرد دولار أمريكي                 | 47.68 ألف                                                 | 39.33 ألف                                                |
| مؤشر التنمية البشرية                                      | 0.885                                                     | 0.888                                                    |
| رمز المكالمات الدولي                                      | +43                                                       | +33                                                      |
| رمز الإنترنت                                              | .at                                                       | .fr، .bzh ‏، .tf، .re، .wf، .yt، .pm، .paris              |
| المنطقة الزمنية                                           | توقيت وسط أوروبا، ت ع م+01:00، ت ع م+02:00، أوروبا/فيينا ‏ | أوروبا/باريس ‏، توقيت وسط أوروبا، توقيت وسط أوروبا الصيفي |

## مدن متوأمة
في ما يلي قائمة باتفاقيات التوأمة بين مدن نمساوية وفرنسية:
- ترتبط يودنبورغ مع غرانفيل باتفاقية توأمة.
- ترتبط فيلاخ مع سوريسن باتفاقية توأمة منذ 1973.
- ترتبط امستيتن النمسا السفلى مع Ruelle-sur-Touvre [الإنجليزية]‏ باتفاقية توأمة.
- ترتبط شفاتس مع بور دوبياج [الإنجليزية]‏ باتفاقية توأمة.
- ترتبط سالزبورغ مع رانس باتفاقية توأمة منذ 2007.[16][17][18][19]
- ترتبط Mariazell [الإنجليزية]‏ مع لورد باتفاقية توأمة.
- ترتبط كرمس آن در دوناو مع بوون باتفاقية توأمة منذ 2001.[20][21]
- ترتبط Furth bei Göttweig [الإنجليزية]‏ مع Ludres [الإنجليزية]‏ باتفاقية توأمة.
- ترتبط سانت بولتن مع كليشي باتفاقية توأمة.
- ترتبط Lassee [الإنجليزية]‏ مع Briennon [الإنجليزية]‏ باتفاقية توأمة.
- ترتبط بروك ان دير مور مع ليفين باتفاقية توأمة منذ 1999.[22][22][22]
- ترتبط مايرهوفن مع كابورج باتفاقية توأمة.
- ترتبط إنسبروك مع غرونوبل باتفاقية توأمة منذ 1967.[23][24][25][26]
- ترتبط Obervellach [الإنجليزية]‏ مع سيلتز باتفاقية توأمة منذ 1985.
- ترتبط Lans, Tyrol [الإنجليزية]‏ مع Boutigny-sur-Essonne [الإنجليزية]‏ باتفاقية توأمة.
- ترتبط Bad Aussee [الإنجليزية]‏ مع بلايسير باتفاقية توأمة.
- ترتبط Schladming [الإنجليزية]‏ مع Felletin [الإنجليزية]‏ باتفاقية توأمة.
- ترتبط Mondsee (town) [الإنجليزية]‏ مع Saint-Jean-d'Angély [الإنجليزية]‏ باتفاقية توأمة.
- ترتبط كتسبويل مع روي-مالميزون باتفاقية توأمة.
- ترتبط Mödling [الإنجليزية]‏ مع بوتو (فرنسا) باتفاقية توأمة منذ 1956.
- ترتبط Purkersdorf [الإنجليزية]‏ مع Sanary-sur-Mer [الإنجليزية]‏ باتفاقية توأمة.
- ترتبط دورنبيرن مع سيليستات باتفاقية توأمة منذ 1998.
- ترتبط آيزنشتات مع كولمار باتفاقية توأمة.

## منظمات دولية مشتركة
يشترك البلدان في عضوية مجموعة من المنظمات الدولية، منها:
| علم المنظمة | اسم المنظمة                               | تاريخ انضمام النمسا | تاريخ انضمام فرنسا |
| ----------- | ----------------------------------------- | ------------------- | ------------------ |
|             | بنك التنمية الآسيوي                       | 1966                | 1970               |
|             | الاتحاد الأوروبي                          | 1995                | 25 مارس 1957       |
|             | وكالة ضمان الاستثمار متعدد الأطراف        | 16 ديسمبر 1997      | 28 ديسمبر 1989     |
|             | منظمة التعاون الاقتصادي والتنمية          | ?                   | 7 أغسطس 1961       |
|             | الأمم المتحدة                             | 14 ديسمبر 1955      | 24 أكتوبر 1945     |
|             | الوكالة الدولية للطاقة                    | ?                   | ?                  |
|             | الفريق المعني برصد الأرض                  | ?                   | ?                  |
|             | مركز تنسيق الحركة في أوروبا ‏              | ?                   | ?                  |
|             | منظمة حظر الأسلحة الكيميائية              | ?                   | ?                  |
|             | منظمة التجارة العالمية                    | ?                   | 1995               |
|             | منظمة الشرطة الجنائية الدولية             | ?                   | ?                  |
|             | البنك الإفريقي للتنمية                    | ?                   | ?                  |
|             | منظمة الأمن والتعاون في أوروبا            | 25 يونيو 1973       | 25 يونيو 1973      |
|             | مؤسسة التنمية الدولية                     | 28 يونيو 1961       | 30 ديسمبر 1960     |
|             | نظام تحكم تكنولوجيا القذائف               | 1991                | 1987               |
|             | يونسكو                                    | 13 أغسطس 1948       | 4 نوفمبر 1946      |
|             | مجلس أوروبا                               | ?                   | 5 مايو 1949        |
|             | اتحاد المدفوعات الأوروبي ‏                 | ?                   | ?                  |
|             | الاتحاد البريدي العالمي                   | ?                   | ?                  |
|             | البنك الدولي للإنشاء والتعمير             | 27 أغسطس 1948       | 27 ديسمبر 1945     |
|             | المرصد الأوروبي الجنوبي                   | 2008                | 1962               |
|             | الاتحاد الدولي للاتصالات                  | 1866                | 1866               |
|             | مؤسسة التمويل الدولية                     | 28 سبتمبر 1956      | 20 يوليو 1956      |
|             | المنظمة الأوروبية لسلامة الملاحة الجوية   | 1993                | 1960               |
|             | المركز الدولي لتسوية المنازعات الاستشارية | 24 يونيو 1971       | 20 سبتمبر 1967     |
|             | مجموعة أستراليا                           | 1989                | 1985               |
|             | مجموعة الموردين النوويين                  | ?                   | ?                  |

## أعلام
هذه قائمة لبعض الشخصيات التي تربطها علاقات بالبلدين:
- الأمير يوجين من سافوي (18 أكتوبر 1663[36][37][38] – 21 أبريل 1736[37][38])
- جوزيف الثاني (13 مارس 1741[39][40][41] – 20 فبراير 1790[39][40][41])
- غاستون، دوق أورليان (25 أبريل 1608[42][43][44] – 2 فبراير 1660[42][43][44])
- فرانس فرديناند (ولي عهد النمسا-المجر، 18 ديسمبر 1863[45][46][47] – 28 يونيو 1914[45][46][47])
- فرانسيس الأول (إمبراطور روماني مقدس، ودوق توسكانا الأكبر، 8 ديسمبر 1708[48][49][50] – 18 أغسطس 1765[48][49][50])
- فرديناند الأول (10 مارس 1503[51][52][53] – 25 يوليو 1564[51][52][53])
- فيليب الأول، دوق أورليان (21 سبتمبر 1640[54][55][56] – 9 يونيو 1701[54][55][56])
- كارلوس الخامس (إمبراطور روماني مقدس وملك إسبانيا ودوق بورغندي، 24 فبراير 1500[57] – 21 سبتمبر 1558[57])
- لويس الرابع عشر ملك فرنسا (حكم لأكثر من أثنين وسبعين عاما، 5 سبتمبر 1638[58][59][60] – 1 سبتمبر 1715[58][59][60])
- لويس السابع عشر (فنان تشكيلي فرنسي، 27 مارس 1785[61][62] – 8 يونيو 1795[61][62])
- ماري أنطوانيت (2 نوفمبر 1755[63][64][65] – 16 أكتوبر 1793[63][64][65])
- ماري من المجر (15 سبتمبر 1505[66][67] – 18 أكتوبر 1558[67][68][69])
- ماكسيمليان الثاني (31 يوليو 1527[70] – 12 أكتوبر 1576[70])
- نابليون الثاني (إمبراطور فرنسي، 20 مارس 1811 – 22 يوليو 1832[71][72][73])
- هنري كونت تشامبورد (29 سبتمبر 1820[74][75][76] – 24 أغسطس 1883[74][75][76])

## وصلات خارجية
- موقع وزارة الخارجية النمساوية
- موقع وزارة الخارجية الفرنسية